# Verbrechen nach Schulschluß
Verbrechen nach Schulschluß (en alemany Crim després de l'escola) és una pel·lícula dramàtica i de crim alemanya realitzada en blanc i negre pel director Alfred Vohrer. Fou produïda per Ultra-Film de Berlín Occidental i es va rodar a Hamburg i Sylt el primer semestre del 1959. L'estrena va tenir lloc el 24 de juny de 1959 a la Marmorhaus de Berlín Oest i va tenir bona acollida entre la crítica. Fou seleccionada per participar en la secció oficial del Festival Internacional de Cinema de Sant Sebastià 1959.
El contingut de la pel·lícula no està relacionat amb la pel·lícula homònima del 1975, que també va ser realitzada per Alfred Vohrer.

## Repartiment
Fabian König és un noi rebel fill d'un coronel que ha estat expulsat de l'escola i funda la seva pròpia banda. Un dia coneix l'òrfena Ulla Anders, de la que s'enamora, però ella no vol saber res d'ell quan coneix el seu historial delictiu. Un dia la salva de ser violada pel proxeneta Horst Bregulla. Quan aquest apareix mort és detingut com a sospitós d'assassinat i sobre la base del testimoni d'Erna Kallies és condemnat a cinc anys de presó per assassinat.
Al centre de detenció, Fabian es fa amic del metge de la presó, Knittel, qui està convençut de la innocència de Fabian i fa les seves pròpies investigacions. Localitza Ulla amagada a Sylt, que pot demostrar la innocència de Fabian. Erna Kallies, qui va testificar davant el tribunal contra Fabian, és condemnada per perjuri. Els procediments de Fabian es reobren, i finalment espera una pena de presó inferior només per robatoris. Ulla promet esperar-lo quan surti.
- Peter van Eyck: Doctor de la presó Dr. Knittel
- Christian Wolff: Fabian König
- Heidi Brühl: Ulla Anders
- Corny Collins: Viola von Eikelberg
- Hans Nielsen: Director del Tribunal de District Dr. Senftenberg
- Erica Beer: Erna Kallies
- Alice Treff: Frau König
- Elsa Wagner: Frau Teichen
- Ingrid van Bergen: Doznella
- Richard Münch: Herr König, Oberst a. D.
- Bum Krüger: Jutge
- Joseph Offenbach: Funcionari del tribunal
- Günther Jerschke: Defesor
- Claus Wilcke: Günther „Bimbo“ Steppke
- Wolfgang Koch: Joachim „Teddy“ von Eikelberg
- Jörg Holmer: Jürgen Richter
- Walter Clemens: Horst Bregulla
- Rolf von Nauckhoff: Professor
- Helmut Peine: Director de l'escola
- Max Walter Sieg: Testimoni
- Joachim Rake: Professor Tierbach